# Marcel Arnould (homme politique)
Pour les articles homonymes, voir Marcel Arnould et Arnould.
Ernest Jean Marie Marcel Arnould, né le 8 juin 1891 à Tendon dans les Vosges et mort le 18 avril 1955 dans le 11e arrondissement de Paris, est un agent d'affaires, un dirigeant d'associations et un éphémère député des Vosges sous la IIIe République.

## Biographie
Marcel Arnould est le fils d'un organiste et chantre à l'église de Remiremont.  

### Carrière militaire
Après le collège, en 1909, il s'engage volontairement dans l'armée pour 3 ans. Servant dans l'artillerie, il est promu l'année suivante brigadier puis maréchal des logis.  
À l'issue de sa période d'engagement, il devient agent d'affaires. 
Il est mobilisé en 1914. Promu adjudant en mars 1917, il passe ensuite par l'École d'application de Fontainebleau d'où il sort deuxième de sa promotion. Il est fait sous-lieutenant en juin 1917. Il est gazé et évacué en octobre 1918. Démobilisé, il devient lieutenant en novembre 1919. Il est titulaire de la croix de guerre. Il est fait chevalier de la Légion d'honneur en 1937 comme officier de réserve.

### Militantisme en faveur des anciens combattants et députation
Ancien combattant, Marcel Arnould milite à la Fédération vosgienne des anciens combattants (FV), affiliée à l'Union fédérale des associations françaises de mutilés, réformés, anciens combattants (UF). Il est trésorier de la section spinalienne au début des années 1920, membre de la commission exécutive à partir de 1924 au moins et secrétaire général de cette Fédération dont il prend la présidence en mars 1926. Désireux de mettre en actes l'« action civique » des anciens combattants prônée par l'UF et de porter le programme de la FV, il se présente à une élection législative partielle en compagnie d'André Barbier, sur une liste républicaine indépendante d'anciens combattants, afin de pourvoir aux sièges de Maurice Flayelle, devenu sénateur, et d'Édouard Mathis, décédé. Ils sont élus le 28 novembre 1926, face à une liste d'union des gauches menée par Marc Rucart et une liste communiste. Sa candidature a été initiée et portée par la FV, qui a demandé aux partis politiques de retirer leurs candidats. Si la plupart des membres de son association ont accepté cette demande, certains y ont cependant été réticents et d'autres l'ont condamnée. La candidature de Marcel Arnould a provoqué une scission au sein de la Fédération et donné lieu à la création en 1927 de l'Union vosgienne des associations indépendantes des mutilés et anciens combattants, résolument apolitique et bientôt présidée par Jean Leroy. Sa liste est soutenue par des radicaux modérés comme Constant Verlot, par les élus de droite et par le quotidien vosgien de droite Le Télégramme des Vosges. Son colistier, André Barbier, conseiller général, était déjà soutenu par ce même quotidien lors des élections cantonales de 1919 et 1925.  
À la fin de l'année 1927, dans le contexte des États généraux de la France meurtrie tenus à Versailles en novembre 1927, se forme une Confédération nationale des anciens combattants et victimes de guerre. Marcel Arnould se met d'accord avec les dirigeants vosgiens de l'Union nationale des combattants (UNC) pour fusionner la FV et l'UNC des Vosges, ce qui donne naissance à la Légion vosgienne. Il n'en prend pas la présidence et donne les raisons de la fusion lors du premier congrès de la nouvelle association, à Épinal, en janvier 1928,. Début 1928, il participe aux discussions visant à fonder une Fédération de l'Est des anciens combattants, avec les dirigeants de l'AMC de Meurthe-et-Moselle, notamment son président Gaston Rogé, et ceux de la Fédération meusienne; il est désigné président du bureau provisoire. Il présente un rapport sur la retraite du combattant lors du congrès de la Légion vosgienne de 1929 à Saint-Dié, en tant que président d'honneur de cette fédération.
Il se porte candidat aux élections législatives générales d'avril 1928 ; elles se font désormais au scrutin uninominal majoritaire à deux tours. Candidat « d'union nationale et républicaine » à Épinal, hostile au cartel des gauches et à ses « équipes malfaisantes », il demeure soutenu par Le Télégramme des Vosges. Il est devancé au second tour par le candidat radical-socialiste Marc Rucart. 

### Syndicalisme et création de la FNAIM
Marcel Arnould abandonne alors la politique pour ses affaires privées et gagne la région parisienne dans les années 1930. Il s'installe à Asnières puis à Paris.
Il est élu en 1929 vice-président de la Chambre syndicale des agents immobiliers de France, et milite à ce titre contre la politique fiscale limitant le développement de la propriété mobilière. En 1942, il fait partie du comité du nouveau Comité provisoire pour l'organisation des agents immobiliers de la Seine. En février 1946, il crée et préside la Fédération nationale des groupements professionnels d'agents immobiliers et de mandataires en vente de fonds de commerce (FNAIM), devenue depuis la Fédération nationale de l'immobilier, dans le but d’assainir la profession. Il en demeure le président jusqu'à sa mort en 1955.

## Décorations
- Chevalier de la Légion d'honneur (16 décembre 1937)
- Croix de guerre 1914–1918, étoile de bronze (1918)
- Officier de l'Ordre du Mérite commercial